# 이연성
이연성(two stars formation)은 한쪽 변을 중심으로 귀의 화점에 두 개의 돌을 놓는 포석법이다.